# Shirakawa (Fukushima)
Pour les articles homonymes, voir Shirakawa.
Shirakawa (白河市, Shirakawa-shi) est une ville japonaise située dans la préfecture de Fukushima.

## Géographie

### Localisation
Shirakawa est située dans le sud de la préfecture de Fukushima.

### Démographie
En juin 2021, la population de Shirakawa était de 58 776 habitants répartis sur une superficie de 305,32 km2.

### Hydrographie
La ville est traversée par le fleuve Abukuma.

### Climat
| Mois                                             | jan.       | fév.       | mars       | avril     | mai       | juin      | jui.     | août      | sep.      | oct.      | nov.      | déc.       | année      |
| ------------------------------------------------ | ---------- | ---------- | ---------- | --------- | --------- | --------- | -------- | --------- | --------- | --------- | --------- | ---------- | ---------- |
| Température minimale moyenne (°C)                | −3,3       | −3         | −0,3       | 4,7       | 10,3      | 15        | 19,3     | 20,2      | 16,2      | 9,9       | 3,4       | −1         | 7,6        |
| Température moyenne (°C)                         | 0,6        | 1,2        | 4,5        | 10,2      | 15,5      | 19,1      | 22,8     | 23,7      | 19,8      | 14        | 8,1       | 3,1        | 11,9       |
| Température maximale moyenne (°C)                | 5          | 6          | 9,8        | 15,9      | 21,1      | 24        | 27,4     | 28,7      | 24,5      | 18,9      | 13,3      | 7,8        | 16,9       |
| Record de froid (°C) date du record              | −13,4 1951 | −13,6 1967 | −12,3 1984 | −6 1978   | −2,3 1957 | 5,1 1957  | 7,2 1976 | 11,1 1965 | 3,9 1960  | −2,5 1941 | −6,8 1951 | −12,4 1976 | −13,6 1967 |
| Record de chaleur (°C) date du record            | 17,1 1988  | 19,9 2021  | 23,5 2018  | 28,9 2018 | 32,9 2019 | 34,1 1987 | 36 2012  | 36,9 2015 | 33,5 2010 | 28,7 1962 | 22,7 2003 | 20,7 2004  | 36 2012    |
| Ensoleillement (h)                               | 151,4      | 156,1      | 179,9      | 182,8     | 182       | 130,5     | 120,9    | 142,1     | 119,3     | 134       | 145,7     | 146,8      | 1 790,7    |
| Précipitations (mm)                              | 44,1       | 34,8       | 78,9       | 101,7     | 122,6     | 149,8     | 233,2    | 206       | 211,4     | 166,3     | 66,3      | 41,7       | 1 456,7    |
| dont neige (cm)                                  | 36         | 25         | 14         | 2         | 0         | 0         | 0        | 0         | 0         | 0         | 1         | 12         | 90         |
| Nombre de jours avec précipitations              | 5,3        | 4,9        | 8,5        | 8,8       | 10,6      | 13        | 15,5     | 12,9      | 12,4      | 9,4       | 6,3       | 5,6        | 113,2      |
| dont nombre de jours avec précipitations ≥ 10 mm | 1,4        | 1,1        | 2,8        | 3,4       | 3,9       | 4,9       | 6,6      | 5,3       | 5,8       | 4,1       | 2,4       | 1          | 42,8       |
| Humidité relative (%)                            | 67         | 64         | 63         | 64        | 69        | 78        | 83       | 82        | 82        | 78        | 74        | 70         | 73         |
| Nombre de jours avec neige                       | 8,2        | 6          | 3,6        | 0,5       | 0         | 0         | 0        | 0         | 0         | 0         | 0,2       | 3,2        | 21,7       |
| Nombre de jours avec brouillard                  | 0,9        | 1          | 1          | 1,4       | 1,4       | 2,5       | 3,1      | 2,8       | 3,4       | 2,9       | 3         | 1,5        | 24,7       |

| Diagramme climatique                                  |         |             |              |               |           |               |             |               |              |             |           |
| J                                                     | F       | M           | A            | M             | J         | J             | A           | S             | O            | N           | D         |
| 5−3,344,1                                             | 6−334,8 | 9,8−0,378,9 | 15,94,7101,7 | 21,110,3122,6 | 2415149,8 | 27,419,3233,2 | 28,720,2206 | 24,516,2211,4 | 18,99,9166,3 | 13,33,466,3 | 7,8−141,7 |
| Moyennes : • Temp. maxi et mini °C • Précipitation mm |         |             |              |               |           |               |             |               |              |             |           |

## Histoire
La ville s'est développée à l'époque d'Edo au cœur du domaine de Shirakawa. Le bourg moderne de Shirakawa est créé le 1er avril 1889. Il obtient le statut de ville le 1er avril 1949.

## Culture locale et patrimoine

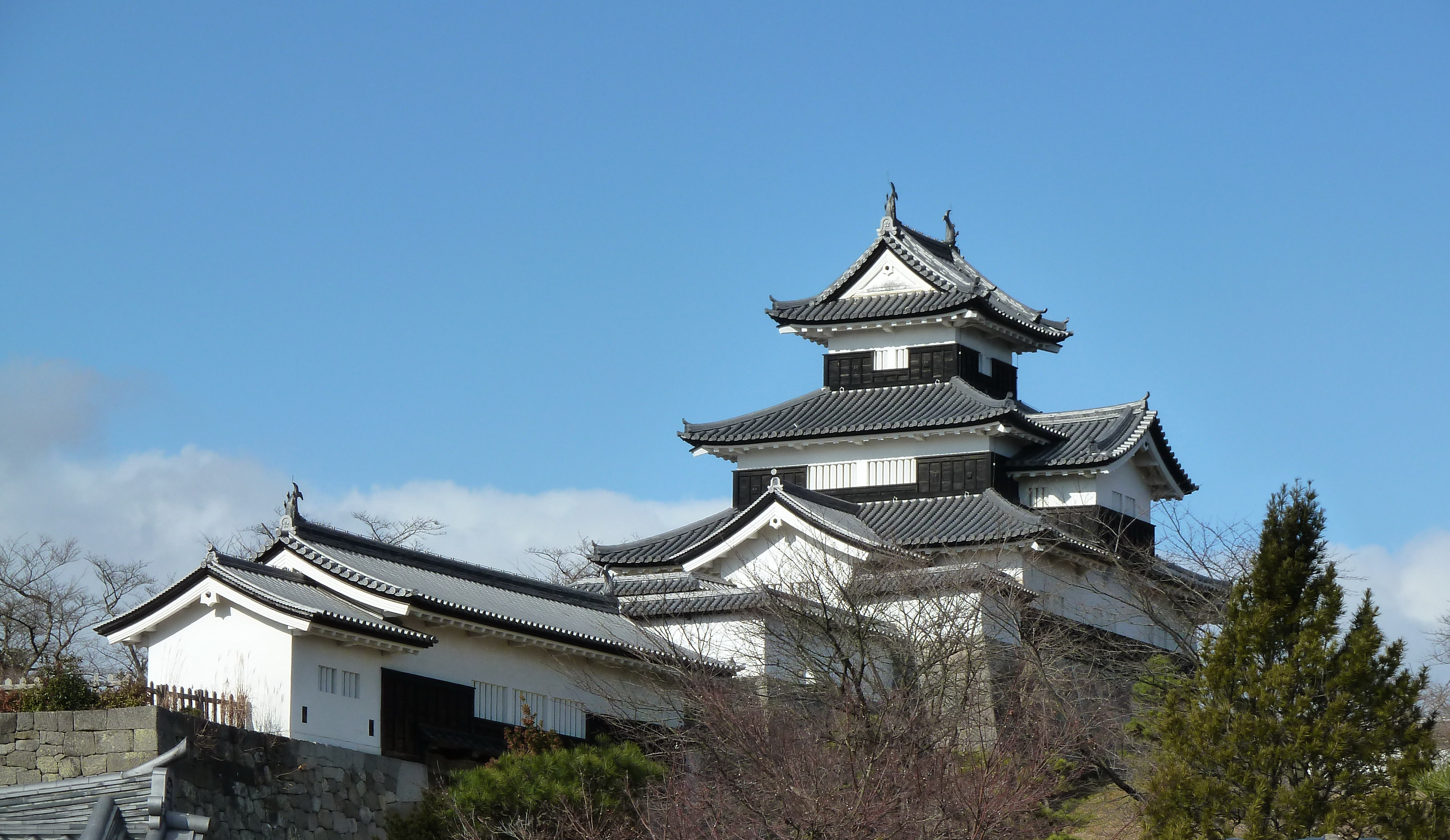
Le tenshu (donjon) du château de Komine.

- Château de Komine
- Barrière de Shirakawa

## Transports
On accède à Shirakawa via l'autoroute du Tōhoku et les routes 289 et 294.
La ville est desservie par la ligne principale Tōhoku de la JR East.

## Jumelages
Shirakawa est jumelée avec :
- Compiègne (France) depuis 1988[4]
- Anoka (États-Unis) depuis 2002